# Nephopterygia
Nephopterygia é um gênero de mariposa pertencente à família Crambidae.